# Forda pawlowae
Forda pawlowae är en insektsart. Forda pawlowae ingår i släktet Forda och familjen långrörsbladlöss. Inga underarter finns listade i Catalogue of Life.